# Лаба Іван Андрійович
Іван Андрійович Лаба (псевдо.: «Кармелюк»; нар. 1921, с. Пикуловичі, нині Новояричівська селищна громада, Львівський район, Львівська область — пом. 14 червня 1951, с. Миклашів, нині Підберізцівська сільська громада, Львівський район, Львівська область) — український військовик, лицар Бронзового хреста бойової заслуги УПА.

## Життєпис
Освіта — 5 класів народної школи. За фахом — швець. Член ОУН із 1939 року. 
У роки німецької окупації працював станичним, а відтак кущовий провідник ОУН (? — літо 1944). Влітку 1944 року арештований німецькою польовою жандармерією та запроторений до табору Заксенгаузен, звідки 22.04.1944 року був звільнений Червоною армією. У серпні 1945 року повернувшись додому налагодив контакти з повстанцями та вступив у лави збройного підпілля ОУН. Стрілець кущової боїки «Лебедя», а відтак бойовик організаційного референта районного проводу ОУН «Буй-Тура» (08.1945 — весна 1946), стрілець окружної боївки СБ (весна-літо 1946), бойовик охорони Сокальського окружного (літо 1946 — 12.1946), а відтак Ново-Яричівського районного (12.1946 — весна 1947) проводів, кущовий провідник ОУН (весна 1947 — весна 1950), референт СБ (весна-літо 1950), а відтак провідник Ново-Яричівського районного проводу ОУН (літо 1950 — 06.1951). 
Загинув у бою з опергрупою МДБ внаслідок зради бойовика (одночасно агента МДБ) Богдана Сташинського — «Олега». Вістун (?), старший вістун (31.08.1948). 

## Нагороди
Відзначений Бронзовим хрестом бойової заслуги УПА (31.08.1948).